# エルマントルド・ド・ルシー
エルマントルド・ド・ルシー（Ermentrude de Roucy, 958年 - 1005年5月5日）あるいはイルムトルド（Irmtrude）は、マコン伯オーブリー2世妃、のちブルゴーニュ伯オット＝ギヨーム妃。   
ルシー伯ルノーとその妻アルベラード・ド・ロタリンジー（アルベラード・ド・ロレーヌとも、ロートリンゲン公ギゼルベルト娘）の間に生まれ、母アルベラードは西フランク王ロテールの異父姉であり、エルマントルドはロテール王の姪にあたる。
マコン伯オーブリー2世（アルベリク2世とも）と結婚しマコン伯夫人となった。オーブリー2世との間に以下3人の子をもうけた。
- リエトー - ブザンソン大司教
- オーブリー - ブザンソンのサン・ポール修道院長
- 名前不明の娘 - おそらく、アキテーヌ公ギヨーム4世と妃エマ・ド・ブロワの次男エブル・ド・ポワティエと結婚した。

オーブリー2世との死別後にマコン伯領を相続し、ブルゴーニュ伯オット＝ギヨームと再婚した。オット＝ギヨームとの間に以下5人の子をもうけた。
- ギー - マコン伯[3]
- マティルド - ヌヴェール伯ランドリーと結婚
- ジェルベルジュ - プロヴァンス伯ギヨーム2世と結婚[4]
- ルノー - ブルゴーニュ伯
- アニェス - アキテーヌ公ギヨーム5世と結婚、死別後にアンジュー伯ジョフロワ2世と再婚